# 恵文王 (秦)
恵文王（けいぶんおう）は、中国戦国時代の秦の26代君主。姓は嬴（えい）、諱は駟（し）。『秦駰玉版』によると、諱は駰（いん）。父の孝公の方針を受け継ぎ、蜀および巴を征服して秦の国勢を更に高めた。在世時に秦としては初めて王号を唱えたので、王号採用以前の恵文君の称号でも呼ばれる。

## 生涯

### 出自
異母弟は樗里疾（ちょりしつ）。子は武王蕩（とう）・昭襄王稷（しょく）・庶子に庶長の公子壮（そう）・公子雍（よう）・公子惲・高陵君・涇陽君・公子池らなど。始皇帝の高祖父にあたる。

### 商鞅粛清
太子時代に商鞅の法に触れて、その罰として傅役（もりやく）の公子虔と教育係の公孫賈がそれぞれ劓（鼻削ぎ）と刺青の刑にされ、もう一人の太子侍従の祝懽が処刑された過去があった。太子はその事を恨み、孝公の死後に商鞅に罪を被せて討ち取り、その死体を車裂きの刑に処した。しかし商鞅の新法はそのまま使用し、基本的に国政の方針は孝公時代より変えていない。

### 張儀登用
秦は商鞅の改革により、大幅に国力を増強しており、周辺諸国はこれを恐れ、本来なら主筋であるはずの周から贈り物が贈られるほどであった。新たな官職として相邦（のちの相国）を設立し、樛斿をその地位に就けた。
この国力を元に謀略家である張儀を登用して樛斿の次の相国（相邦）に任じ、度々魏・斉・楚などを討ち（岸門の役、龍賈の役）、	恵文君14年（紀元前324年）に王号を唱えた。
恵文王3年（紀元前322年）、張儀は秦と魏で連衡して韓を共に攻めるため、魏の恵王に遊説し魏で宰相の地位に就いた。
恵文王6年（紀元前319年）、張儀が罷免され魏を追放されたのち、恵文王8年（紀元前317年）に秦に戻り相国の地位に再度就くまでは中山国の楽池が秦の相国を務めた。
秦を畏れた諸国は恵文王7年（紀元前318年）に韓・趙・魏・燕・楚の五カ国で連合軍を作り、秦に攻め込んできたが、恵文王は弟の樗里疾に命じてこれを破り、その兵士8万の首を切った（函谷関の戦い）。

### 巴蜀を併合
恵文王9年（紀元前316年）、秦の領域である関中の後ろに大きく広がる古蜀（巴蜀）を併合する（秦滅巴蜀の戦い）。この地域には三星堆文化を元とした独自の文化を持った国が栄えており、周に対して服属していた。征蜀の前に張儀と司馬錯に対して蜀を取るべきかどうかを諮問したところ、張儀はこれに反対して国の中央である周を取るべきと主張し、司馬錯は蜀を取って後背地を得るべきだと主張した。恵文王は司馬錯の意見を採用して蜀を取り、この事で、秦は大きな穀倉地帯を得、更に長江下流にある楚に対して河を使った進軍・輸送が可能になり、圧倒的に有利な立場に立った。

### 楚討伐と漢中郡設置
恵文王13年（紀元前312年）、楚が張儀の策謀に嵌って秦に攻め込んで来た時には丹陽（現在の河南省南陽市淅川県）で返り討ちにし、逆に楚の漢中地方に攻め入り、その地に漢中郡を設置する。その後、楚が再び侵攻して来た際には、咸陽に近い藍田（現在の陝西省西安市藍田県）の地で撃破して、楚衰亡の端緒を作り出す（藍田の戦い）。
恵文王14年（紀元前311年）、薨去。商鞅を憎みながらもその法は保持した事は、同じく国政改革の旗手であった呉起を殺害した楚が呉起の改革の成果を破棄した事と比べて高い評価がある。また巴蜀や漢中を併合した事は、秦が最強国となった要因の一つと評価される。

## 陵
『史記』によれば公陵に葬られた。『史記正義』は、『括地志』に曰くとして、その位置を雍州の咸陽県西北十四里と記す。現在の咸陽市内の2カ所に墳丘があり、そのいずれかと推定される。

## 登場作品
- 『東周列国 戦国篇』（1997年）演：蔡明、周啓勳
- 『大秦帝国』（2008年）演：劉乃芸（リウ・ナイイー）
- 『大秦帝国 縦横 ＝強国への道＝』（2012年）主演：フー・ダーロン（中国語版）
- 『ミーユエ 王朝を照らす月』（2016年）演：アレックス・フォン（中国語版）
- 『昭王〜大秦帝国の夜明け〜』（2017年）演：フー・ダーロン（中国語版）